# Popis stanovništva u Srbiji 2022. godine
Popis stanovništva, domaćinstava i stanova 2022. u Republici Srbiji bio je drugi popis u Republici Srbiji od kada je ponovo samostalna država. Trebao je biti održan 2021. godine, ali je zbog pandemije COVID-19 pomaknut za listopad 2022.. Popis je trajao od 1. do 31. listopada, dok je u nekim mjestima popis naknadno produžen za do 7 dana. Zbog bojkotiranja Albanaca, popis nije održan na Kosovu.

## Rezultati
Prema rezultatima popisa, u Republici Srbiji živi 6.647.003 ljudi što je za 495.975 stanovnika, odnosno 6,9 % manje u odnosu na popis 2011. godine. Većinu čine Srbi sa 5.360.239. (81 %), a najmnogobrojniju manjinu čine Mađari kojih ima 184.442 (2,77 %).                            Hrvata ima 39.107 (0,59 %), što je pad od 17.893 stanovnika od zadnjeg popisa održanog 2011. godine kada je bilo 57.000 Hrvata koji su tada činili 0,81 % ukupnog stanovništva. Bunjevaca ima 11.104 dok ih je na popisu 2011. godine bilo 16.706.
10 najvećih gradova po broju stanovnika su: Beograd (1.685.563.), Novi Sad (367.121), Niš (249.816), Kragujevac (171.628), Leskovac (124.889), Subotica (124.679), Pančevo (115.910), Kruševac (114.331), Kraljevo (111.491) i Novi Pazar (107.859).
Još samo 3 grada imaju više od 100.000 stanovnika, a to su: Zrenjanin (106.562), Čačak (106.562) i Šabac (106.066).